# 玄武門の変
玄武門の変（げんぶもんのへん）は、7世紀中国の626年7月2日（武徳9年6月4日）の唐代にて発生した、唐の高祖李淵の後継者争いを巡る暗殺事件。李淵の次男の秦王李世民が、皇太子であった長男の李建成および四男の斉王李元吉を、長安の玄武門周辺にて暗殺した。
これに勝利した李世民が第2代皇帝として即位することになった。

## 概要
高祖李淵は長男の李建成を立太子するが、隋討伐で戦功を挙げた李世民の名声が高まり、李世民に天策上将なる称号を与え、東宮に匹敵する弘義宮を建築するに至り、李建成は皇太子の地位に不安を持つようになった。
李世民の勢力を削減しようとした李建成は、李世民から礼遇されている謀臣である房玄齢と杜如晦を讒言により排除した。その後李建成の幕臣の魏徴や弟の李元吉が李世民暗殺を建議した。
この計画を事前に察知した李世民は、讒言によって遠ざけられていた房玄齢と杜如晦を道士に変装させて自邸に呼び寄せ対策を協議、李建成の部下で長安城の北門である玄武門の守備隊長である常何を買収、武徳9年（626年）6月4日に変を起こした。
当日李建成は宮中に参内することになっていた。緊迫した情勢の中警備兵に守られていた李建成であるが、宮殿内部は符籍を有した者しか入ることが許されていなかったため、少数の供者を引き連れて中に入ると、李世民側に寝返っていた常何らが一斉に切りかかった。その中、李建成の幕臣である馮立と、皇太子派の李元吉の幕臣である謝叔方が奮戦、李世民の部下である敬君弘と呂世衡の首代を上げるなどの抵抗を示したが、結局李建成と李元吉は殺害されてしまった。

## その後
これにより後継者争いに勝利した世民は、父の高祖李淵から譲位を受け、第2代皇帝太宗として即位した。
呉兢の著した『貞観政要』によれば、太宗は即位後、馮立と謝叔方の2人を取り立てている。太宗は玄武門の変後に李建成の幕臣であった魏徴を召し出し、先の建議を譴責したが、これに対し堂々と持論を述べた態度に敬意を表し、諫議大夫に抜擢し、寝所への出入りを許し政治方針の相談を行ったとある。太宗は後継者争いを政争とせずに、宗家の問題として処理し、処罰したのは李建成・李元吉の一族のみとした。これにより有能な人材を失うことなく、太宗の治世は大いに栄え、貞観の治と呼ばれた。